# Najkrótszy wspólny nadłańcuch
Najkrótszy wspólny nadłańcuch (NWN, ang. Shortest Common Supersequence, SCS problem) – problem, najczęściej w informatyce i naukach z niej korzystających (np. bioinformatyka), polegający na poznaniu najkrótszego ciągu zawierającego elementy dwóch (lub więcej) ciągów w kolejności, w jakiej te elementy w tych ciągach występują. Problem ten można rozwiązać przy pomocy najdłuższego wspólnego podciągu, jako że dla dwóch ciągów A i B najkrótszy wspólny nadłańcuch jest różnicą między sumą długości ciągów A i B oraz najdłuższego wspólnego podciągu tych ciągów.

## Przykład
Weźmy takie ciągi jak:
- POLITECHNIKA
- POPRAWA
- PELERYNA

Najkrótszym wspólnym nadłańcuchem jest POPELITERACHWYNIKA:
```
 PO  LITE  CH  NIKA
 ||  ||||  ||  ||||
 POP ||||RA||W |||A
 ||| ||||||||| ||||
 P||EL||ER||||YN||A
 ||||||||||||||||||
 POPELITERACHWYNIKA
```